# Kaufmann für Marketingkommunikation
Kaufmann/Kauffrau für Marketingkommunikation ist ein staatlich anerkannter IHK-Ausbildungsberuf. Er löste 2006 das seit 1952 bestehende und 1989 letztmals überarbeitete  Berufsbild des „Werbekaufmanns“ ab. Durch die Umstellung wurde unter anderem die Möglichkeit geschaffen, die Ausbildung nicht mehr nur in Werbeagenturen und -abteilungen, sondern auch in speziellen Dienstleistungsbetrieben der Kommunikationswirtschaft, entsprechenden Fachabteilungen für Unternehmenskommunikation, Werbung, PR, Multimedia, Dialog oder Verkaufsförderung anzubieten.

## Tätigkeiten
Tätigkeitsfelder sind insbesondere die Bereiche klassische Werbung, Dialogmarketing, Public Relations, Promotion, Event, Sponsoring, Multimedia, Messe und Design.
Kaufleute für Marketingkommunikation
- beraten Kunden in Fragen der Marketingkommunikation
- beobachten und analysieren Märkte und bestimmen Zielgruppen
- entwickeln integrierte Kommunikationskonzepte für Kampagnen und Einzelmaßnahmen
- koordinieren den Kommunikationsmix und bemessen dessen Wirksamkeit
- steuern die kreative Umsetzung
- organisieren und kontrollieren Herstellungsprozesse von Kommunikationsmitteln
- planen und kontrollieren den Einsatz von Medien und Maßnahmen
- sichern die Qualität der arbeitsteilig erbrachten Leistungen
- entwickeln vertragliche Grundlagen für die Zusammenarbeit und den Erwerb von Rechten u. Lizenzen
- planen, kalkulieren und kontrollieren Projektbudgets und wenden betriebliche Controllinginstrumente an[2]

## Ausbildung
Marketingkommunikationskaufleute werden in einer dreijährigen dualen Ausbildung gemäß Berufsbildungsgesetz (BBiG) auf eine beratungsintensive Tätigkeit vorbereitet. Sie entwickeln Werbestrategien für verschiedene Medien und setzen sie kaufmännisch um, indem sie z. B. Aufträge planen, durchführen und kontrollieren sowie den Zahlungsverkehr überwachen. Beschäftigungsmöglichkeiten finden sich in der Werbebranche, z. B. in Werbeabteilungen größerer Unternehmen, bei Werbeagenturen, Messe- und Ausstellungsgesellschaften oder Werbefachverbänden. Der Monoberuf wird ohne Spezialisierung nach Fachrichtungen oder Schwerpunkten in Unternehmen der Werbewirtschaft bzw. Werbe-/Marketingabteilungen von Unternehmen, Verbänden und anderen Institutionen ausgebildet.
Einige Fachakademien bieten zusätzlich einen dualen-internationalen Ausbildungsansatz, welcher durch einen hohen Anteil praktischer Tätigkeit in ausländischen Ausbildungsbetrieben gekennzeichnet ist. Erfahrungen daraus werden mit Hilfe des Europäischen Bildungspasses dokumentiert und so im europäischen Kontext vergleichbar gemacht.
Die Anforderungen für die Ausbildung zu Kaufleuten für Marketingkommunikation hängen stark vom jeweiligen Ausbildungsbetrieb ab. In den meisten Betrieben wird jedoch Abitur, Fachoberschulreife (FOR) oder die Fachhochschulreife (FHR) vorausgesetzt. Erste Praktika im kaufmännischen Umfeld sind in der Regel von Vorteil.
Die Ausbildung schafft ein solides Wissensfundament und bietet generell eine gute Grundlage, in den verschiedenen Bereichen der Kommunikationsbranche zu arbeiten.